# Янган-Тау
Янган-Тау — низькогірний, багатопрофільний бальнеологічний курорт у Салаватському районі Башкортостану. Розташований на горі Янгантау, підніжжя якої омиває річка Юрюзань, за 200 км від Уфи та за 45 км від залізничної станції Кропачово. 

## Сучасність
Курорт включає в себе: 7 корпусів на основній території, а також оздоровчий, туристичний, кінноспортивний та готельно-сервісний комплекси; лікувально-діагностичний комплекс; пароповітряний та сухоповітряний оздоровчі центри. Сюди належать гарячі пари та гази, що виділяються з ущелин гір, та містять двоокис вуглеводню та більше 30 мікроелементів, що використовуються в парових та сухоповітряних ваннах (в кабінах); гідрокарбонатне кальцієво-магнієве джерело «Кургазак», воду якого використовують як для внутрішнього так і для зовнішнього застосування.
Курорт славиться унікальними лікувальними факторами, ландшафтними парками, доглянутою територією і теренкуром — «Золоте кільце Янган-Тау».